# Vong nhi
Vong nhi (tiếng Anh: The Fetus) là một bộ phim điện ảnh Việt Nam thuộc thể loại tâm lý – siêu nhiên – kinh dị – chính kịch công chiếu vào năm 2023 do Hoàng Tuấn Cường làm đạo diễn và đồng sản xuất, với sự tham gia diễn xuất của các diễn viên gồm Lê Phương, Quốc Huy, Nhật Kim Anh, Lê Trang và Hạnh Thúy – người cũng tham gia viết kịch bản cho bộ phim. Lấy chủ đề về nạn phá thai, phim xoay quanh nhân vật Thảo, người đã có con đầu lòng sau bốn năm kết hôn, song cô lại phải đối diện với những ám ảnh trong quá khứ khi một vong nhi xuất hiện để báo thù cô.
Vong nhi được công chiếu tại các cụm rạp trên toàn quốc vào ngày 3 tháng 2 năm 2023 và nhận về những lời nhận xét đa phần là tích cực từ giới chuyên môn, với những lời khen ngợi về phần bối cảnh, thông điệp và diễn xuất của các diễn viên, mặc dù phần kịch bản còn tồn tại một số hạn chế. Bộ phim thu về 24,9 tỷ VND sau khi ra mắt.

## Nội dung
Tùng và Thảo là một cặp vợ chồng có cuộc sống đáng mơ ước, kinh tế ổn định và yêu thương nhau hết mực, dù rằng cả hai vẫn chưa có con trong suốt bốn năm qua. Phương là một nữ bác sĩ làm việc trong một bệnh viện phụ sản, việc cô làm hằng ngày trong giờ làm là đi nạo phá thai của những phụ nữ, ngoài giờ làm thì cô dành thời gian chăm sóc cho Minh – người con trai của cô đang bị ung thư sắp phải lìa xa cõi đời. Điều kỳ lạ là những bào thai bị phá bỏ ở bệnh viện của Phương được bí mật giao lại cho bà Thuận – một người đàn bà trông coi một cô nhi viện được gọi là Mái ấm Thiên thần nhỏ, bà thường nhận những thai nhi xấu số rồi chôn cất chúng trong khu nghĩa địa ở mái ấm của mình.
Thảo có một cô em gái tên Như – người từng có thai và được Thảo đưa đi phá. Thời gian gần đây, Như mang tâm trạng hoảng sợ, tự nhốt mình trong nhà và cho rằng vong nhi con cô đang hiện về trả thù cô, nhưng Thảo cho rằng em gái mình bị hoang tưởng. Ngờ đâu, những hiện tượng ma quái bỗng dưng xảy ra trong nhà của vợ chồng Thảo khiến Thảo sợ hãi. Một ngày nọ, Tùng vui sướng khi nghe tin Thảo đang có bầu, tuy nhiên, những hiện tượng kỳ quái vẫn thường xảy ra trong nhà họ, tệ hơn nữa là những cơn ác mộng cứ đeo bám Thảo. Tin rằng có một vong nhi nào đó đang ám ảnh mình, Thảo đi gặp một thầy bùa rồi mang một lá bùa về dán trước cửa nhà để trấn vong nhi. Gã thầy bùa còn bảo rằng đứa con của Như đang cố gắng đầu thai làm con của Thảo để trả thù cô. Thảo quyết định đi phá thai, nhưng bà Thuận gặp Thảo trong bệnh viện và thuyết phục cô hãy suy nghĩ lại. Sáng hôm sau, trên truyền hình phát bản tin gã thầy bùa đó đã bị công an bắt vì tội lừa đảo. Sau đó, Thảo và Như lên chùa lập bài vị cho con của Như, từ đó Như cố gắng làm nhiều chuyện công đức nhằm sám hối tội lỗi mình đã gây ra. Trong lúc đó, sức khỏe của bé Minh ngày càng yếu dần, rồi cũng đến ngày cậu qua đời, bỏ lại người mẹ Phương đầy đau khổ.
Một cảnh hồi tưởng tiết lộ rằng nhiều năm trước Thảo đã từng bị cưỡng hiếp bởi ba tên đàn ông trong một chuyến đi cắm trại. Chính vì sự việc kinh hoàng này mà cô phải từng phá thai một lần. Thời điểm hiện tại, bác sĩ Nam – một người bạn của Tùng – cho Tùng biết rằng con của vợ chồng anh bị mắc hội chứng Down, mà nếu sinh ra thì sẽ bị dị tật suốt đời, và khuyên anh nên cho Thảo phá cái thai này. Trên đường về, Thảo và Tùng tranh cãi dữ dội để rồi xe của họ gặp tai nạn. Thảo tỉnh lại thì thấy trong nhà có một bàn thờ, cô tin rằng Tùng đã chết trong vụ tai nạn xe. Sau đó Thảo gặp hồn ma một bé gái, bé gái dẫn cô đến ngôi mộ của cô bé trong khu nghĩa địa ở mái ấm của bà Thuận. Cô bé này chính là con gái của Thảo từng bị cô phá bỏ, mấy năm qua cô bé vẫn luôn âm thầm đi theo Thảo. Bé gái xin Thảo đặt tên cho mình, và Thảo đặt tên cô bé là Thương. Bé Thương dần tan biến, để lại Thảo đầy đau khổ. Một sự thật khác được tiết lộ là bà Thuận có khả năng nhìn thấy ma, lúc ở bệnh viện bà đã thấy hồn ma bé Thương đi theo Thảo nên thuyết phục cô đừng phá thai.
Lúc Thảo về nhà, cô thấy Tùng đang khóc than trước bàn thờ có di ảnh của mình, ngay lúc này cô bàng hoàng nhận ra mình mới thật sự là người đã tử nạn trong vụ tai nạn xe. Nỗi đau ngày càng chồng chất đã khiến Thảo giờ đây trở thành một hồn ma điên dại, để rồi hằng ngày cô chỉ luôn ôm búp bê luẩn quẩn trong mái ấm của bà Thuận. Trong khi đó, Phương gặp một cô gái trẻ vào bệnh viện đòi phá thai, cô bảo cô gái kia hãy suy nghĩ thật kỹ.

## Diễn viên
- Lê Phương trong vai Thảo
- Quốc Huy trong vai Tùng
- Nhật Kim Anh trong vai Phương
- Lê Trang trong vai Nụ
- Hạnh Thúy trong vai bà Thuận
- Huỳnh Như Đan trong vai Như
- Lê Khâm trong vai Hai Bé
- Đình Lộc trong vai bé Minh
- Trà Ngọc trong vai Ngọc

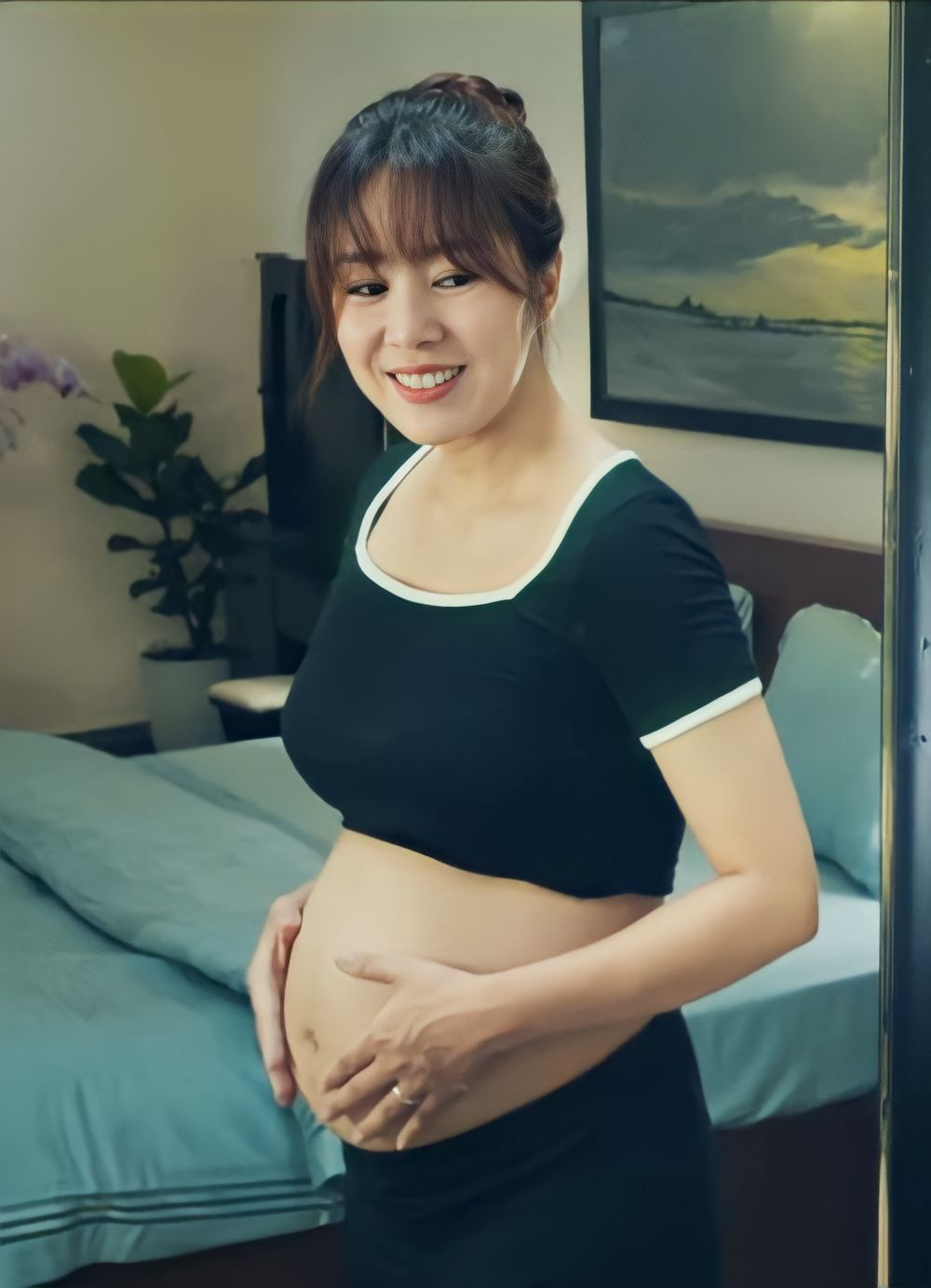
Lê Phương đảm nhận vai Thảo, nhân vật chính của phim.

- Đinh Mạnh Phúc trong vai bác sĩ Nam
- Hồng Trang trong vai bác sĩ khám thai
- Tiểu Bảo Quốc trong vai hồn ma lang thang
- Ngọc Lan trong vai người đàn bà cúng gà
- Hoàng Yến trong vai cô gái trong bệnh viện

## Nhạc phim
Phần nhạc phim cho Vong nhi do Lê Xuân Vũ – người từng là cộng tác viên lâu năm của Mega GS Entertainment – biên soạn.
Ca khúc "Con chưa kịp nói" được chọn là ca khúc chủ đề của bộ phim, do Tống Hạo Nhiên sáng tác và được ca sĩ Hoài Lâm thể hiện. Bộ phim còn sử dụng lại ca khúc "Nhật ký của mẹ" của ca sĩ Hiền Thục và được Bạch Công Khanh thể hiện lại.